# Le Village indien
Le Village indien (Indian Camp) est une nouvelle de jeunesse d'Ernest Hemingway, publiée pour la première fois en 1924 dans la revue littéraire Transatlantic Review fondée à Paris par Ford Madox Ford. La nouvelle a été reprise en 1925 à New York par les éditions Boni & Liveright, dans le recueil de nouvelles d'Hemingway intitulé In Our Time.
Le Village indien est la première nouvelle d’Hemingway qui fasse entrer en scène le personnage de Nick Adams, ici un adolescent. Nick accompagne son père, un médecin en vacances au bord d’un lac dans le nord du Michigan, lorsqu'il est appelé en pleine nuit par des Amérindiens venus d’un village forestier (camp). Une des Amérindiennes du village ne parvient pas à accoucher. Le docteur est obligé de pratiquer une césarienne sur place, et des complications surviennent. L'histoire est racontée de son point de vue. Dans Le Village indien, Hemingway met en pratique sa technique du non-dit ("style iceberg") et du contrepoint, et, dès l'âge de 24 ans, fait apparaître les phobies qui hanteront par la suite toute son œuvre : peur de la naissance, peur de la mort, conflit avec le père.
Cette histoire d’initiation forcée attira l'attention lors de sa parution, et les spécialistes d’Hemingway estiment qu'elle est un des repères de son œuvre.

## Contexte et historique de la publication

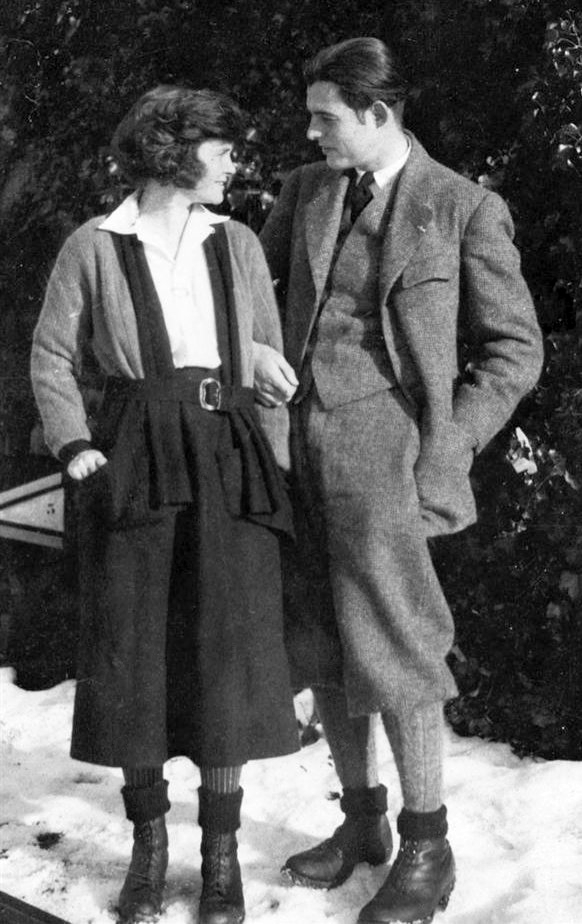
Ernest Hemingway et sa première épouse Hadley Richardson à Chamby (au-dessus de Montreux, Suisse) pendant l'hiver 1922-1923

Après leur mariage (3 septembre 1921), Hemingway et son épouse Hadley vont vivre à Paris, sur la recommandation de l'écrivain Sherwood Anderson. Hemingway est correspondant du Toronto Star et couvre la Guerre gréco-turque (1919-1922), et les négociations qui entérinent les victoires turques de septembre 1922 et se concluent par le Traité de Lausanne (1923). Il assiste aussi à la Conférence de Gênes (10 avril – 19 mai 1922). Cependant Hemingway se rend compte que son travail, s'il lui permêt d'accumuler les expériences, l'empêche de se consacrer à l'écriture; il envisage d'abandonner le journalisme.
Hadley est enceinte, et, en septembre 1922, quelques semaines avant le terme, le jeune couple quitte Paris et retourne à Toronto. John Hadley Nicanor Hemingway (dit Bumby puis Jack) nait à Toronto, le 10 octobre 1923; Hemingway écrit Le Village indien dans les mois qui suivent sa naissance.
Selon Kenneth Lynn, la fin de la grossesse et l'accouchement de Hadley ont inspiré l'écriture du Village indien; d'ailleurs, dit Lynn, Hadley entra en travail alors que Hemingway était dans le train entre New York et Toronto, et il fut pris de panique à l'idée qu'elle allait souffrir et mourir en couches, sans qu'il puisse même être à ses côtés.
La parution du Village indien survient pendant une période faste pour l’écrivain débutant : alors que Hemingway est à Toronto, son premier livre, Three Stories and Ten Poems, est publié à Paris en 1923, suivi quelques mois plus tard par le recueil In Our Time.
Hemingway, Hadley, et leur fils reviennent à Paris en janvier 1924, et s'installent dans un nouvel appartement rue Notre Dame des Champs. Hemingway aide Ford Madox Ford à composer sa nouvelle revue littéraire Transatlantic Review, qui publie des œuvres de modernistes comme Ezra Pound, John Dos Passos, James Joyce, Gertrude Stein, et aussi (dans le numéro d'août 1924, édité par Hemingway en personne en l'absence de Ford) d'Hemingway lui-même.
Le Village indien parut dans le numéro d’août 1924 dans la section Works in Progress de la Transatlantic Review, en compagnie d'un extrait de Finnegans Wake de James Joyce.
La nouvelle est éditée à nouveau à New York en octobre 1925 par Boni & Liveright dans le 2nd In Our Time, qui sort à 1 335 exemplaires.
Le Village indien était à l'origine un manuscrit de 29 pages intitulé One Night Last Summer ("Une nuit l'été dernier"), que Hemingway raccourcit par la suite à 7 pages.
Le Village indien se retrouve dans le volume The Fifth Column and the First Forty-Nine Stories qui sort en octobre 1938 - ainsi que dans 2 recueils de nouvelles parues après la mort d'Hemingway : The Nick Adams Stories (1972) et The Complete Short Stories of Ernest Hemingway : The Finca Vigía Edition (1987).
The Nick Adams Stories (1972), édité par Philip Young, comprend la courte histoire Three Shots ("Trois coups de feu") qui est un fragment du Village indien.

## Résumé de la nouvelle
Sur la rive du lac, une autre barque à rames était tirée au sec. Les deux Indiens attendaient debout.
Nick et son père montèrent à l'avant de la barque. Les Indiens la poussèrent à l'eau, et l'un d'eux monta dedans pour ramer. Oncle George monta à l'avant de la barque venue du camp. Le jeune Indien repoussa la barque du camp à l'eau et monta dedans afin de ramer pour Oncle George.
Les deux barques partirent au large dans le noir. Nick entendait les tolets de l'autre barque loin devant eux dans le brouillard. Les Indiens ramaient à coups rapides et brutaux. Nick se laissa aller en arrière avec le bras de son père autour de lui. Il faisait froid sur l'eau.
L'Indien qui ramait pour eux forçait de son mieux, mais l'autre barque gardait son avance dans le brouillard tout le temps.
Nick demande à son père où ils vont. « Là-bas, au camp indien, dit son père. Il y a une dame indienne très malade ». « Oh », fait Nick.
Une fois la baie traversée, ils trouvèrent l'autre barque tirée sur la plage. Oncle George fumait un cigare dans le noir. Le jeune Indien tira la barque loin sur la plage. Oncle George donna des cigares aux deux Indiens.
Ils marchèrent vers le haut de la plage puis à travers une prairie détrempée de rosée, en suivant le jeune Indien qui portait une lanterne. Ensuite, ils entrèrent dans les bois et suivirent la piste de débardage qui s'enfonçait dans les collines. Il faisait bien plus clair sur la piste de débardage car les grands arbres étaient coupés de chaque côté. Le jeune Indien s'arrêta et éteignit sa lanterne, et ils continuèrent tous à marcher le long de la route.
Ils arrivèrent à un virage et un chien vint vers eux en aboyant. Devant eux étaient les lumières des baraques préfabriquées où les Indiens qui récoltaient l'écorce vivaient. D'autres chiens encore se ruaient vers eux. Les deux Indiens les renvoyèrent vers les baraques. Dans la baraque la plus proche de la route il y avait de la lumière à la fenêtre. Une vieille femme se tenait sur le seuil et tenait une lampe.
À l'intérieur, sur une couchette de bois, était étendue une jeune femme indienne. Elle essayait d'accoucher depuis deux jours. Toutes les vieilles femmes du camp l'avaient aidée. Les hommes étaient partis sur la route pour s'asseoir dans l'obscurité et fumer loin du bruit qu'elle faisait. Elle hurla juste au moment où Nick et les deux Indiens entraient dans la baraque derrière le père de Nick et Oncle George. Elle était étendue sur la couchette inférieure, très grosse sous une couverture. Elle avait la tête tournée sur le côté. Son mari était dans la couchette supérieure. Il s'était coupé le pied très gravement avec une hache trois jours plus tôt. Il fumait la pipe. La chambre sentait très mauvais.
Le père de Nick ordonne de faire chauffer de l'eau, met à bouillir des instruments qu'il a apportés roulés dans un mouchoir, et commence à se laver les mains dans la cuisine à côté de la chambre, longuement et soigneusement, tout en donnant des explications à Nick : « cette dame va avoir un bébé, Nick », dit-il. « Je sais » dit Nick. « Tu ne sais pas, dit son père. Écoute-moi. Ce qu'elle endure en ce moment s'appelle être en travail. Le bébé veut naître, et elle veut que le bébé naisse. Tous ses muscles essaient de faire naître le bébé. C'est ce qui se passe quand elle crie. » « Je vois », dit Nick.
Juste à ce moment, la femme hurla.
« Oh papa, tu ne peux pas lui donner quelque chose pour qu'elle arrête de crier ? » demanda Nick. « Non. Je n'ai pas d'anesthésique, dit son père. Mais ses cris n'ont pas d'importance. Je ne les entends pas parce qu'ils ne sont pas importants. » Le mari dans la couchette supérieure se retourna contre le mur.
Quand le père de Nick estime que ses mains sont propres, il revient dans la chambre et se met au travail.
« Remonte cette couverture, s'il-te-plaît, George, dit-il. Il vaut mieux que je n'y touche pas. »
Plus tard quand il commença à opérer Oncle George et trois Indiens tenaient la femme pour l'immobiliser. Elle mordit Oncle George au bras et Oncle George dit « Putain de squaw ! » et le jeune Indien qui avait ramé dans la barque d'Oncle George lui lança un rire moqueur. Nick tenait la cuvette pour son père. Tout cela dura longtemps. Son père enleva le bébé et le claqua pour le faire respirer et le donna à la vieille femme.
Le docteur, soulagé, annonce alors que c'est un garçon, et demande à Nick s'il aime faire l'interne. Nick essaie de faire bonne figure, mais il a regardé ailleurs pendant l'opération, surtout quand son père a dit « Voilà. On a tout » et a déposé « quelque chose dans la cuvette ». Et il se recule quand son père annonce qu'il ne lui reste plus qu'à suturer, et qu'il n'a plus besoin de lui.
Nick, depuis le seuil de la cuisine, observe que, alors que l'euphorie envahit son père, Oncle George est sombre : appuyé à la cloison de la baraque, il regarde fixement son bras mordu, sous le sourire narquois du jeune Indien. Et quand le docteur lui dit : « Je mettrai un peu de peroxyde là-dessus, George… […] Ça va faire un article dans le journal de médecine, George. Comment faire une césarienne avec un couteau de chasse, et suturer avec des bas-de-lignes en soie de 9 pieds de long ». George lui répond : « Mais oui, tu es le meilleur, on le sait bien. »
Quant à la jeune Indienne, elle était calme maintenant et avait les yeux fermés. Elle paraissait très pâle. Elle ne savait pas ce qu'était devenu le bébé, ni rien.
C'est alors que le docteur pense au mari de l'Indienne :
« Faut que je jette un coup d'œil à l'heureux père. C'est d'habitude eux qui souffrent le plus dans ces petites affaires, dit le docteur. Je dois dire qu'il a bien supporté tout ça. » Il tira la couverture et découvrit la tête de l'Indien. Sa main revint humide. Il monta sur le bord de la couchette inférieure avec la lampe à la main et regarda. L'Indien était couché, la tête vers la cloison. Il avait la gorge ouverte d'une oreille à l'autre. Le sang avait coulé et s'était accumulé en flaque dans le creux de la couchette. La tête de l'Indien reposait sur son bras gauche. Le rasoir ouvert se trouvait, le tranchant vers le haut, dans les couvertures.
« Fais sortir Nick de la baraque, George », dit le docteur.
Mais Nick, debout sur le seuil de la cuisine, a eu le temps de tout voir quand son père, la lampe à la main, a renversé la tête de l'Indien en arrière.
Le jour se lève quand Nick et son père reprennent, seuls (car Oncle George s'est éclipsé), le sentier vers le lac. Le père présente des excuses à son fils : il a eu vraiment tort, dit-il, de l'amener, car c'était un spectacle horrible.
Dans la barque, alors que le soleil se lève au-dessus des collines, Nick, assis sur le banc à l'avant, pose quelques questions à son père, qui rame en tournant le dos à son fils et ne lui donne que des réponses brèves et évasives. L'adolescent plonge la main dans l'eau ; elle lui parait tiède par contraste avec le froid de l'aube.
Et il tire la conclusion des évènements de la nuit passée : à l'aube sur le lac assis à l'avant de la barque avec son père en train de ramer, il était absolument sûr qu'il ne mourrait jamais.

## Thèmes

### Initiation et peur de la mort
Chaque commentaire écrit au sujet du Village indien reflète visiblement le vécu du commentateur face au sexe, à la naissance et à la mort.
Le Village indien décrit une initiation : le docteur Adams expose (maladroitement, et il le regrette par la suite) son fils adolescent à une vision sanglante de la naissance et de la mort, au risque de voir le jeune garçon associer étroitement l'une à l'autre.
Pour Jeffrey Meyers, dans Le Village indien apparaissent deux motifs essentiels de l'œuvre d'Hemingway, la hantise du suicide et le conflit père-fils.
Wendolyn Tetlow souligne que dans Le Village indien le sexe débouche implicitement sur une naissance "au milieu d'une boucherie" et sur la mort, sanglante elle aussi, avec comme conséquence que l'adolescent spectateur se détourne de la scène.
Pour Thomas Strychacz, le Dr Adams sait que son fils va être forcé d'assister à une césarienne, mais il veut justement que Nick acquière une forte expérience.
Selon Philip Young, Hemingway veut mettre en évidence, non pas tant la souffrance physique et psychique du couple d'Indiens et ses conséquences désastreuses, mais le traumatisme que subit le garçon, traumatisme qui va décisivement orienter sa sexualité et sa vision de la vie, le transformant en un "jeune homme nerveux et terriblement complexé" (“ badly scarred and nervous young man ”. Pour Young, Hemingway commence ici à bâtir la personnalité de Nick Adams, qui va ensuite connaître (ne serait-ce que quelques mois) la Grande Guerre, dont il sortira là aussi physiquement et psychologiquement touché. Et cette première aventure de Nick Adams fournit la clé de ce que "son auteur eut en tête pendant ses 35 ans de carrière littéraire).
Howard L. Hannum pense aussi que le traumatisme dépeint dans Le Village indien sous-tendra comme un leitmotiv la structure de toutes les histoires où apparaît Nick Adams.

Hemingway avec un fusil de chasse dans sa salle de bains (noter les cicatrices et l'amyotrophie de son membre supérieur droit, dues à un accident de voiture survenu en 1933). La fin de la nouvelle Le Village indien, décrit Nick et son père à l'aube, alors qu'ils ont quitté Indian Camp et retournent chez eux en canot; Nick Adams demande à son père : "Est-ce que c'est dur de mourir, Papa ?". Et son père répond : "Non, je pense que c'est très facile, Nick. Ca dépend".

Après avoir replacé dans Le Village indien le fragment détaché par Hemingway et publié à part sous le titre Three shots ("Trois coups de feu" : l'écrivain y décrit la peur panique de Nick, seul la nuit dans la forêt) Paul Strong se demande si le Dr Adams n'a pas emmené son fils au camp des Indiens pour le reprendre en main et essayer d'en faire un homme; mais le père prendra finalement conscience qu'il n'a pas atteint son but, au contraire. Hannum pense par ailleurs que c'est à dessein que Hemingway nous a montré le jeune Nick détournant les yeux du champ opératoire, mais ayant au contraire une excellente vision de la gorge de l'Indien, tranchée "d'une oreille à l'autre", quand la tête du suicidé est renversée en arrière.
Dans son article pour le New York Times Fear Was His Beat ("La peur était son idée fixe"), Frederick Busch assure que Hemingway a été hanté toute sa vie par les phobies, et la peur de la mort en particulier.
Et pour Kenneth Lynn, le lecteur après 1961 ne manquera pas de remarquer que les deux modèles des personnages de Nick Adams et de son père partant ensemble sur le lac se suicideront tous deux, le père en 1928, le fils en 1961.

### Primitivisme,race, etautobiographie
Dans son travail Hemingway’s Primitivism and "Indian Camp", Jeffrey Meyers écrit que, pour Hemingway qui avait bien connu les Amérindiens Ojibway du Michigan, le rôle du mari Indien est évident : en se suicidant, il dévalorise le rôle du docteur blanc. Certes ce dernier triomphe sur le plan technique opérant la jeune femme dans des conditions difficiles, mais le suicide du père annule la victoire du blanc, une victoire qui est synonyme de destruction.
Dans son article Screaming Through Silence: The Violence of Race in Indian Camp, ("Des hurlements dans le silence : la violence raciale dans Le Village indien), Amy Strong écrit que le sujet de la nouvelle est la domination. Et la domination s'exerce selon Amy Strong à plusieurs niveaux : Nick est dominé par son père ; les blancs de l'extérieur entrent dans le camp indien, et exercent leur volonté dans une des maisons; et le docteur blanc "taille dans la femme, comme les premiers immigrants ouvrant une entaille dans un arbre".
Selon Thomas Strychacz, Le Village indien rappelle l'arrivée des Européens dans le Nouveau Monde, alors qu'ils étaient empreints de la doctrine de la destinée manifeste : les Blancs arrivent en bateau, sont accueillis par les Indiens, puis étendent leur domination. Et le mari Huron, voyant sa maison envahie et sa femme éventrée, conscient qu'il a tout perdu, se tue, et reprend ainsi le contrôle de la situation.
Pour Meyers, l'histoire n'est pas autobiographique, mais met bien en évidence la capacité (déjà évidente au début des années 1920) d'Hemingway à raconter des histoires comme si elles lui étaient vraiment arrivées ; si le père de Nick (qui a pour modèle Clarence Hemingway) est décrit comme gardant la situation en main sur le plan médical (noter que dans la nouvelle il est appelé "le docteur" après l'extraction de l'enfant), par contre l'Oncle George, le frère de Clarence, n'a pas le beau rôle.
Hannum pense que l'Oncle George est peut-être le père de l'enfant, et écrit que "le problème de la paternité du fils de l'Indienne n'est pas résolu". Cependant le lecteur peut se demander pourquoi, au milieu des années 1910, un Blanc surgirait de la forêt en pleine nuit pour demander à son frère médecin de secourir une Indienne en travail, s'il n'était pas le père de l'enfant. Il y a aussi des preuves de liens étroits entre George et la tribu Ojibway : il a son rameur attitré, il distribue des cigares aux hommes, il assiste à l'accouchement, le jeune Indien se moque amicalement de lui quand la femme le mord... Enfin, craignant sans doute une probable vendetta, George disparait de la scène après la mort de l'Indien. "Oh, il refera bien surface..." (He'll turn up all right), assure d'ailleurs le docteur, sûr des capacités de survie de son frère dans la nature. Lequel frère a d'ailleurs rappelé le docteur à plus de modestie, quand il se vantait après l'extraction de l'enfant : "Oh, tu es le meilleur, on le sait bien ! (Oh, you are a great man, all right ).
Jackson Benson écrit dans Ernest Hemingway: The Life as Fiction and the Fiction as Life (" Ernest Hemingway : La vie comme une fiction et la fiction comme la vie) que les critiques devraient cesser de rechercher les connexions entre la vie d'Hemingway et la fiction, mais plutôt souligner comment il utilise des évènements de sa biographie pour transformer la vie en art. Benson pense que les évènements survenus dans la vie d'un écrivain n'ont que de vagues relations avec la fiction, comme un rêve d'où émerge une œuvre artistique : "sa nouvelle de jeunesse, sa meilleure, dit Benson, a souvent été comparée a un cauchemar compulsif".

## Le style

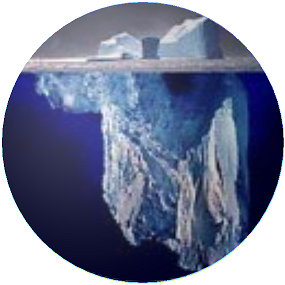
90 % du volume de l'iceberg est sous-l'eau

Carlos Baker écrit que grâce à ses nouvelles Hemingway a appris comment "faire au mieux avec fort peu, élaguer son langage, en multiplier l'intensité, et, en ne disant que la vérité et rien d'autre, raconter bien plus que la vérité".
Ce style a pris le nom de "style iceberg", ou "style de l'omission" : selon Baker, dans les écrits d'Hemingway, seuls les faits avérés apparaissent au-dessus du niveau de l'eau, alors que toute la structure, y compris le symbolisme, restent hors de vue.
Benson pense que Hemingway utilisait des détails autobiographiques comme un cadre qui lui permettait d'écrire sur la vie en général - et non sur sa vie en particulier.
Hemingway avait appris d'Ezra Pound comment acquérir un style parfaitement dépouillé et comment incorporer les concepts de l'imagisme à sa prose. Il disait que Pound "lui avait appris, plus que n'importe quel fils de pute au monde, comment écrire et ne pas écrire. (had taught him more "about how to write and how not to write" than any son of a bitch alive) – et que son ami James Joyce lui avait conseillé de "réduire son style à l'essentiel (to pare down his work to the essentials).

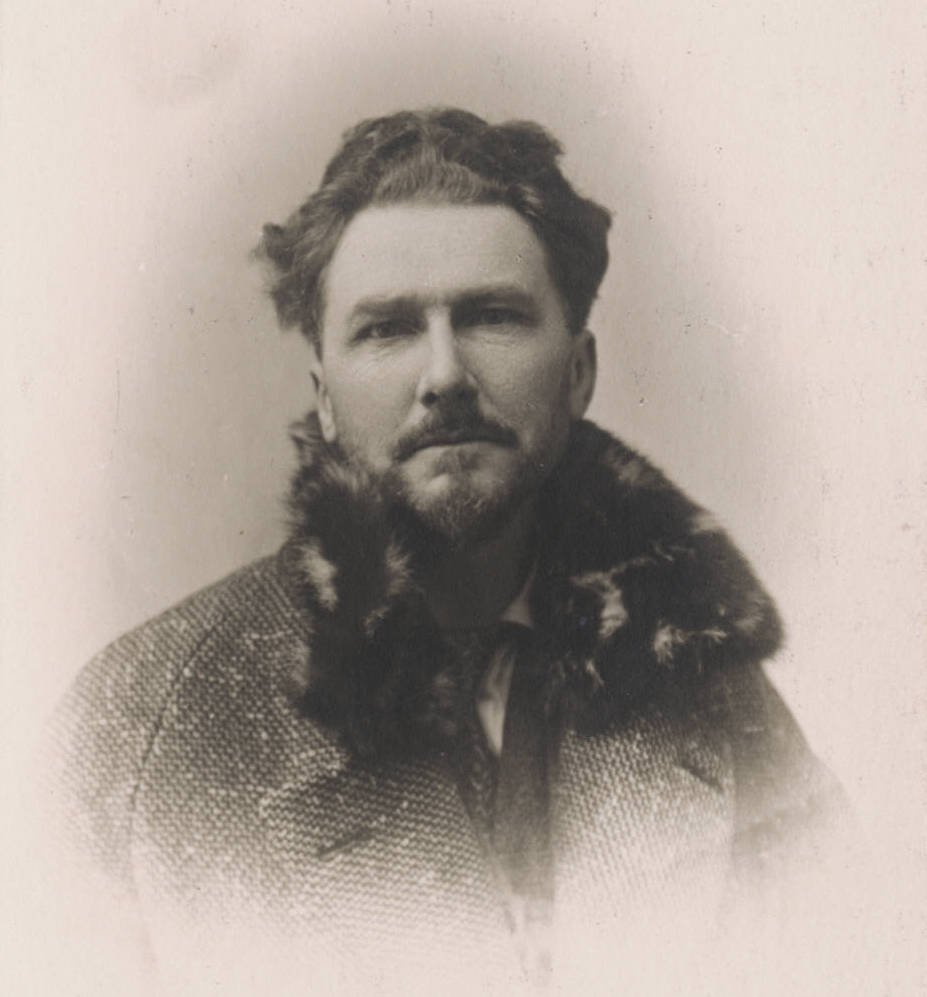
Ezra Pound au début des années 1920, alors qu'il apprenait à Hemingway comment écrire dans le style imagiste.

La prose est dépouillée, Hemingway n'a pas nettement recours au symbolisme. Il utilise, au lieu d'allusions littéraires conventionnelles, des métaphores ou des métonymies pour construire ses images. La césarienne est associée plusieurs fois à des mots comme "la couverture" ou "la couchette" en une série de corrélatifs objectifs, une technique que Hemingway a probablement apprise de T.S. Eliot.
Wendolyn Tetlow juge que dans cette nouvelle de jeunesse Hemingway n'a pas décrit les personnages, mais les a simplement placés dans leur environnement, et a ajouté des détails descriptifs (une femme qui hurle, des hommes qui fument du tabac, une morsure septique) qui renforcent la crédibilité de l'histoire.
La technique du contrepoint est aussi maîtrisée. Dans la 1re partie du Village indien, Nick et son père voguent sur un lac sombre; la 2cde partie décrit une action terrifiante dans une cabane sordide et surpeuplée; dans la 3e partie, Nick et son père sont seuls, à l'air libre, au lever du soleil. Et, alors même qu’il pense avoir une révélation de son futur, Nick éprouve la différence de température entre l’eau du lac et l’air matinal

## Réception et critiques

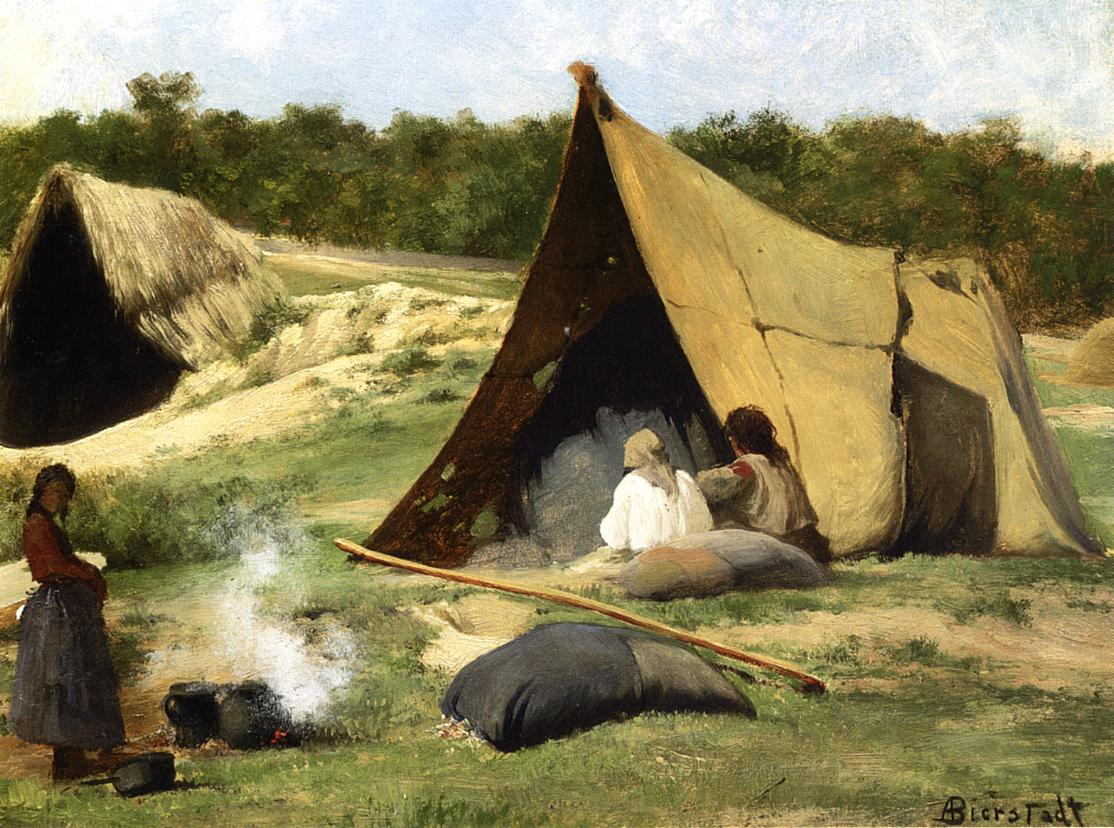
Indian Camp, peinture d'Albert Bierstadt

Le style d'Hemingway attire l'attention quand "in our time", son second livre, sort en 1924, à Paris, de la "Three Mountains Press" de l'artisan imprimeur Bill Bird.
Edmund Wilson juge l'œuvre "de la 1re distinction". Pour Ford Madox Ford, Le Village indien est l'œuvre notable d'un jeune écrivain ; les critiques américains assurent quant à eux que Hemingway rajeunit le genre de la nouvelle grâce à ses phrases concises et à son style sobre. Hemingway admet (comme l'ensemble des critiques) que In Our Time est un ensemble de contes bénéficiant d'"une bonne unité"
Pour Carlos Baker, les nouvelles de In Our Time, (et en particulier Le Village indien) sont une réussite. Un autre spécialiste d'Hemingway, Jackson Benson, pense que Le Village indien, violente et dramatique, est l'une des meilleures nouvelles d'Hemingway.
En 1992, Frederick Busch écrit dans The New York Times qu'il n'est plus de bon ton de parler de l'œuvre d'Hemingway, à cause de son antisémitisme, de son racisme, de son homophobie et de sa misogynie - mais qu'il a fait entrer la violence dans l'art avec une maitrise inégalée, car pour lui "faire de l'art est une question de vie ou de mort, pas moins"; quant à ses personnages, ils doivent soit affronter la vie, soit choisir la mort : un dilemme âprement mis en évidence dans Le Village indien, qui montre aussi le sauvetage d'une vie (ce qui, comme dans nombre d'œuvres d'Hemingway, intensifie le drame).

## Sources
- (en) Cet article est partiellement ou en totalité issu de l’article de Wikipédia en anglais intitulé « Indian Camp » (voir la liste des auteurs).
- Sur les progrès de la chirurgie obstétricale au début du XXe siècle :

- (de) Cet article est partiellement ou en totalité issu de l’article de Wikipédia en allemand intitulé « Max Sänger » (voir la liste des auteurs).

- (de) Cet article est partiellement ou en totalité issu de l’article de Wikipédia en allemand intitulé « Ferdinand Adolf Kehrer » (voir la liste des auteurs).